# Arion ater
Arion ater (Linnaeus, 1758) è un mollusco gasteropode terrestre della famiglia Arionidae.

## Biologia
Si ciba di foglie e piccoli insetti. Di solito abita in tronchi di alberi. Esce soprattutto di sera, quando l'ambiente è più umido.